# Jagodni izbor
Jagodni izbor je pri vinarstvu izraz za vrhunsko vino, pridobljeno iz skrbno odbranih, povsem zrelih jagod ali že prezrelih jagod s plemenito plesnijo oz. gnilobo, ki jih ločeno predelajo v mošt in  nato v vino. Zaradi visoke količine naravnega sadnega sladkorja, le-ta ne omogoča popolnega prevretja, zaradi česar so ta vina polna neprevretega sladkorja in imajo visoko alkoholno stopnjo.